# Monomotapa United FC
El Monomotapa United es un equipo de fútbol de Zimbabue que juega en la División 1 de Zimbabue, la liga de fútbol más importante del país.

## Historia
Fue fundado en el año 2003 en la capital Harare, el cual ha salida campeón de la máxima categoría en 1 oportunidad en 2008, clasificando a su única presencia en la Liga de Campeones de la CAF 2009, en la cual llegó a la fase de grupos.

## Palmarés
- Liga Premier de Zimbabue: 1

2008

## Participación en competiciones de la CAF
| Temporada | Torneo                      | Ronda          | Club              | Casa | Visita | Global    |
| --------- | --------------------------- | -------------- | ----------------- | ---- | ------ | --------- |
| 2009      | Liga de Campeones de la CAF | Preliminar     | Miembeni SC       | 2-0  | 1-2    | 3-2       |
| 2009      | Liga de Campeones de la CAF | 1              | Ajax Cape Town FC | 2-1  | 2-3    | 4-4 (a)   |
| 2009      | Liga de Campeones de la CAF | 2              | ASEC Mimosas      | 2-0  | 0-1    | 2-1       |
| 2009      | Liga de Campeones de la CAF | Fase de grupos | ES Sahel          | 2-1  | 0-2    | 4.º lugar |
| 2009      | Liga de Campeones de la CAF | Fase de grupos | Heartland FC      | 2-1  | 1-3    | 4.º lugar |
| 2009      | Liga de Campeones de la CAF | Fase de grupos | TP Mazembe        | 0-2  | 0-5    | 4.º lugar |

## Jugadores

### Jugadores destacados
- Darryl Nanadro